# Mercedes-Benz SLS AMG
Mercedes-Benz SLS AMG je model vyvinutý automobilkou Mercedes-AMG, který nahradil Mercedes-Benz SLR McLaren. Vůz je prvním automobilem AMG určeným pro město, je označován automobilkou jako duchovní nástupce Mercedes-Benz 300SL Gullwing.
Vozidlo bylo poprvé předvedeno v roce 2009 na mezinárodním veletrhu ve Frankfurtu. Prodej začal v polovině roku 2010 v Evropě s doporučenou maloobchodní cenou 177 310 euro (4,5 milionů korun). SLS AMG je zobrazen na přebalu hry Gran Turismo 5, v letech 2010 a 2011 také sloužil jako safety car ve Formuli 1.